# Екатеринбургская духовная семинария
Екатеринбу́ргская духо́вная семина́рия — образовательное учреждение высшего профессионального религиозного образования Екатеринбургской епархии Русской православной церкви (Московский Патриархат), осуществляющее подготовку священнослужителей, православных миссионеров, преподавателей духовных учебных заведений, других работников отделов и учреждений Московского Патриархата, специалистов в области преподавания Закона Божия в нерелигиозных учебных заведениях и полковых священников.

## История

### До 1919 года
Екатеринбургское духовное училище было учреждено в 1836 году при епископе Евлампии (Пятницком). В нём готовили псаломщиков, певчих, алтарников, иподьяконов. Училище было первым в Екатеринбурге образовательным учреждением, соответственно, его открытие положило начало образовательной деятельности на Урале.
В годы управления Екатеринбургским викариатством епископом Ионой (Капустиным) (1846—1859) возникла идея открытия в Екатеринбурге семинарии, но епископ Иона отклонил прошение духовенства, объяснив своё решение тем, что семинарии существуют только в епархиальных центрах.
В 1912 году при епископе Митрофане (Афонском) были открыты 2 первые класса, в 1915 году ещё два, а в 1916 году Высочайшим Повелением Николая II было утверждено открытие в Екатеринбурге полной шестиклассной Духовной семинарии.
В 1919 году училище и семинария были закрыты.

### Возобновление семинарии (1990-е)
В 1994 году было вновь открыто Екатеринбургское духовное училище; первым его ректором Священный Синод назначил правящего архиерея Екатеринбургской епархии еп. Никона. Проректором по учебной работе стал иер. Валерий Епишин, инспектором — иером. Даниил (Курносов). В новооткрытое Духовное училище было набрано ок. 40 учащихся. Первоначально учебная программа училища была рассчитана на три года. Учебный план включал около 20 предметов.
В 1995 году на должность проректора по учебной работе был назначен иерей Пётр Мангилев.
В 1997 году ректор училища епископ Никон обратился с ходатайством в Священный Синод об увеличении срока обучения до 4 лет с ведением преподавания по семинарской программе. Ходатайство было удовлетворено 17 июля того же года и уже спустя год, 28 июля 1998 года состоялся первый выпуск студентов в количестве 11 человек
В 1998 году была введена должность духовника, на которую был назначен иеромонах Донат (Малков). Исполняющим обязанности инспектора стал иеромонах Аркадий (Логинов). В 2000 году он был утверждён в должности проректора по воспитательной работе.
Решением Священного Синода от 17 июля 2001 года Екатеринбургское духовное училище преобразовано в Семинарию.
В 2002/2003 учебном году в Семинарии открылось Певческо-регентское отделение. Заведующим регентским отделением назначен иером. Аркадий (Логинов). С 2009/2010 учебного года на базе отделения начало работу Певческое училище с двухлетним сроком обучения.
В декабре 2007 году проректором по воспитательной работе был назначен иер. Александр Дубасов. С 2009 года проректором по научной работе является проф. архиеп. Курганский и Шадринский Константин (Горянов).
С началом нового 2011/2012 учебного года была введена должность первого проректора, которую занял настоятель Свято-Троицкого Кафедрального Собора г. Екатеринбург Протоиерей Николай Малета. 31 мая 2012 года была введена должность проректора по общим вопросам, которую занял иеромонах Лавр (Коротков). 19 июня того же года он был назначен проректором по воспитательной работе.
25 октября 2018 года ректором семинарии назначен иеромонах Корнилий (Зайцев).

## Издательская деятельность
При участии семинарии выпущены книги
- Свидетель Истины: памяти протопресвитера Иоанна Мейендорфа / Сост. А. В. Левитский. — Екатеринбург: Инф.-изд. отдел Екатеринбургской епархии, 2003. — 476 с. — (С86). — 1100 экз. — ISBN 5-7525-1153-4.
- Александр (Блюм), монах. Синайские рассказы. — Екатеринбург: ЕПДС, 2007. — 88 с.

Вестник Екатеринбургской духовной семинарии — научный журнал, который с 2011 г. издаёт Екатеринбургской православная духовной семинарией. Журнал включён в Российский индекс научного цитирования — РИНЦ.

## Местонахождение

Здание Духовного училища с церковью Казанской иконы Божией Матери

В 1858 году на фундаменте таможни в юго-западной части Екатеринбурга было завершено строительство здания для Екатеринбургского духовного училища. Здание занимает юго-восточный угол квартала, ограниченного улицами Куйбышева (бывший Сибирский проспект), Народной Воли (бывшая Монастырская), 8 Марта (бывшая Уктусская) и переулком Университетским. Протяженный южный фасад здания образует фронт улицы Народной Воли, узкий восточный фасад выходит на красную линию улицы 8 Марта. В 1918 году в здании разместилась эвакуированная из столицы Академия Генерального штаба. В 1919 году в здании начал работать Уральский университет. В настоящее время здание является одним из учебных корпусов Уральского государственного экономического университета.
Здание неоднократно перестраивалось. В начале XIX века на этом месте стоял дом купца Ф. И. Коробкова. В 1841 году дом был продан в казну. В том же году архитекторы Э. X. Сарториус и В. Гуляев выполнили проект перестройки дома в здание духовного училища. Архитектура училища представляла образец стиля позднего так называемого «безордерного» классицизма с характерным для него лаконизмом и сухостью в декорировке фасадов.
В 1858—1859 годах над вторым этажом этого здания была устроена домовая церковь с деревянной звонницей на кровле.
В 1903 году к длинной стороне учебного корпуса пристроили новое трёхэтажное здание. Фасадные решения новой и старой части здания получили единую трактовку. Авторами проекта перестройки учебного корпуса и дворового флигеля были находившиеся тогда на должности архитектора техники Куроедов и М. Л. Бяллозор. Архитектуру здания училища теперь определяли принципы «кирпичного» стиля — свободного от форм прошлого рационалистического течения. Дореволюционная духовная семинария, просуществовавшая недолгое время, располагалась в том же здании
Возобновлённая после революции духовная школа располагалась на территории Екатеринбургского епархиального управления. Через некоторое время духовное училище, впоследствии преобразованное в семинарию, было переведено в здание бывшего детского сада, по адресу ул. Вали Котика, 13-а, в котором расположился учебный корпус, позже, на правах пользования, администрацией города Екатеринбурга было выделено здание бывшего детского сада по адресу ул. Ильича, 50-б, в котором разместилось общежитие семинарии. В 2011 году, в ходе реализации долгосрочной целевой программы "Развитие сети дошкольных образовательных учреждений в муниципальном образовании «город Екатеринбург», администрация города потребовала возврата выделенных ранее зданий.
В апреле 2012 года Духовная семинария переехала в новое здание, расположенное около Свято-Троицкого собора, по адресу ул. Розы Люксембург, 57б.

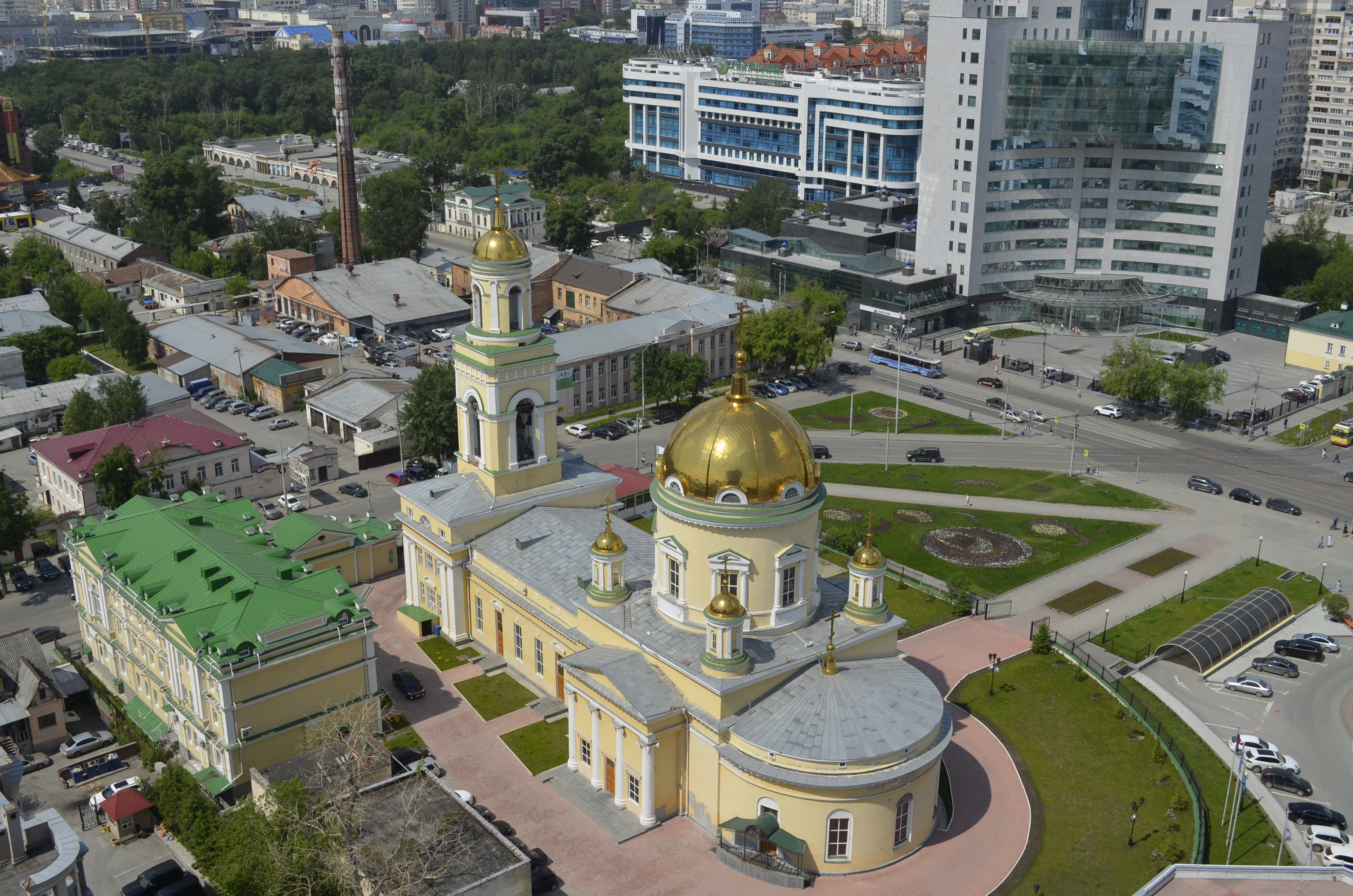
Свято-Троицкий собор и здание семинарии (слева)

13 декабря 2023 года приказом Рособрнадзора № 2080 семинария семинария получила аккредитацю уровня магистратуры по направлению подготовки «Теология».

## Структура

### Ректоры
- епископ Никон (Миронов) (1994—1999)
- архиепископ Викентий (Морарь) (1999—2011)
- митрополит Кирилл (Наконечный) (5 октября 2011 — 22 октября 2015)
- протоиерей Николай Юрьевич Малета (22 октября 2015 — 15 октября 2018)
- иеромонах Корнилий (Зайцев) (с 15 октября 2018)

## Известные выпускники семинарии
- В 1866—1868 в училище обучался и окончил его уральский писатель Д. Н. Мамин-Сибиряк,
- В 1871—1873 — русский учёный, изобретатель в области радиосвязи А. С. Попов,
- В 1884—1887 — последний обер-прокурор Святейшего Синода А. В. Карташёв,
- В 1889—1893 — уральский сказитель П. П. Бажов.